# Veniamin Dorman
Veniamin Dorman (russisk: Вениами́н Давыдович До́рман) (født 12. februar 1927 i Moskva i det Russiske Kejserrige, død 22. januar 1988 i Sovjetunionen) var en sovjetisk filminstruktør og manuskriptforfatter.

## Filmografi
- Vesjolyje istorii (Весёлые истории, 1962)[1][2]
- Ljogkaja zjizn (Лёгкая жизнь, 1964)
- Osjibka rezidenta (Ошибка резидента, 1968)
- Sudba rezidenta (Судьба резидента, 1970)
- Propavsjaja ekspeditsija (Пропавшая экспедиция, 1975)
- Zolotaja retjka (Золотая речка, 1976)
- Notjnoje proissjestvije (Ночное происшествие, 1980)
- Vozvrasjjenije rezidenta (Возвращение резидента, 1982)
- Mednyj angel (Медный ангел, 1984)